# فلورنس (أريزونا)
فلورنس (بالإنجليزية: Florence, Arizona)‏ هي بلدة تقع في مقاطعة بينال، أريزونا بولاية أريزونا في الولايات المتحدة. تبلغ مساحتها 21.5 (كم²)، وترتفع عن سطح البحر 454 م، بلغ عدد سكانها 25536 نسمة في عام 2010 حسب إحصاء مكتب تعداد الولايات المتحدة وتصل الكثافة السكانية فيها 793.2 نسمة/كم2.

## التركيبة السكانية
حدّد مكتب تعداد الولايات المتحدة بيانات التركيبة السكانية لفلورنس في تعداد الولايات المتحدة. في ما يلي، التركيبة السكانية حسب تعدادي 2000 و2010.

### تعداد عام 2000
بلغ عدد سكان فلورنس 17,054 نسمة بحسب تعداد عام 2000، وبلغ عدد الأسر 2,226 أسرة وعدد العائلات 1,540 عائلة مقيمة في البلدة. في حين سجلت الكثافة السكانية 105.1 نسمة لكل كيلومتر مربع (272.2/ميل2). وبلغ عدد الوحدات السكنية 3,216 وحدة بمتوسط كثافة قدره 19.8 لكل كيلومتر مربع (51.3/ميل2).
وتوزع التركيب العرقي للبلدة بنسبة 57.12% من البيض و9.17% من الأمريكيين الأفارقة و4.42% من الأمريكيين الأصليين و0.83% من الأمريكيين ذوي الأصول الآسيوية و0.05% من سكان جزر المحيط الهادئ و26.79% من الأعراق الأخرى و1.64% من عرقين مختلطين أو أكثر و35.42% من الهسبانيون أو اللاتينيون من أي عرق.
بلغ عدد الأسر 2,226 أسرة كانت نسبة 27% منها لديها أطفال تحت سن الثامنة عشر تعيش معهم، وبلغت نسبة الأزواج القاطنين مع بعضهم البعض 53.5% من أصل المجموع الكلي للأسر، ونسبة 12.1% من الأسر كان لديها معيلات من الإناث دون وجود شريك،  بينما كانت نسبة 3.5% من الأسر لديها معيلون من الذكور دون وجود شريكة وكانت نسبة 30.8% من غير العائلات. تألفت نسبة 26% من أصل جميع الأسر من عدة أفراد يعيشون في نفس المنزل ونسبة 12.7% كانت تتألف من شخص يعيش بمفرده يبلغ من العمر 65 عاماً أو أكثر. وبلغ متوسط حجم الأسرة المعيشية 2.35، أما متوسط حجم العائلات فبلغ 2.80.
بلغ العمر الوسطي للسكان 35.4 عاماً. وكانت نسبة 7.1% من القاطنين تحت سن الثامنة عشر، وكانت نسبة 1.9% بين الثامنة عشر والرابعة والعشرين عاماً، ونسبة 6.7% كانت واقعةً في الفئة العمرية ما بين الخامسة والعشرين والرابعة والأربعين عاماً، ونسبة 6.4% كانت ما بين الخامسة والأربعين والرابعة والستين، ونسبة 8.5% كانت ضمن فئة الخامسة والستين عاماً فما فوق. يوجد لكل 100 أنثى 89.3 ذكر، ويوجد لكل 100 أنثى في الثامنة عشر من عمرها فما فوق 86.9 ذكر.
بلغ متوسط دخل الأسرة في البلدة 36,372 دولارًا، أما متوسط دخل العائلة فبلغ 41,959 دولارًا. وكان متوسط دخل الذكور 25,545 دولارًا مقابل 28,279 دولارًا للإناث. وسجل دخل الفرد الخاص بالبلدة 11,278 دولارًا. وكانت نسبة 6.1% من العائلات ونسبة 7% من السكان تحت خط الفقر، وكان من هؤلاء نسبة 7.9% تحت سن الثامنة عشر ونسبة 6.6% في الخامسة والستين من العمر وما فوق.

### تعداد عام 2010
بلغ عدد سكان فلورنس 25,536 نسمة بحسب تعداد عام 2010، وبلغ عدد الأسر 3,330 أسرة وعدد العائلات 2,279 عائلة مقيمة في البلدة. في حين سجلت الكثافة السكانية 157.3 نسمة لكل كيلومتر مربع (407.4/ميل2). وبلغ عدد الوحدات السكنية 5,224 وحدة بمتوسط كثافة قدره 32.2 لكل كيلومتر مربع (83.4/ميل2).
وتوزع التركيب العرقي للبلدة بنسبة 63.40% من البيض و6.30% من الأمريكيين الأفارقة و14.41% من الأمريكيين الأصليين و0.89% من الأمريكيين ذوي الأصول الآسيوية و0.07% من سكان جزر المحيط الهادئ و12.92% من الأعراق الأخرى و2.01% من عرقين مختلطين أو أكثر و31.24% من الهسبانيون أو اللاتينيون من أي عرق.
بلغ عدد الأسر 3,330 أسرة كانت نسبة 25.5% منها لديها أطفال تحت سن الثامنة عشر تعيش معهم، وبلغت نسبة الأزواج القاطنين مع بعضهم البعض 53.6% من أصل المجموع الكلي للأسر، ونسبة 10.1% من الأسر كان لديها معيلات من الإناث دون وجود شريك،  بينما كانت نسبة 4.7% من الأسر لديها معيلون من الذكور دون وجود شريكة وكانت نسبة 31.6% من غير العائلات. تألفت نسبة 26.2% من أصل جميع الأسر من عدة أفراد يعيشون في نفس المنزل ونسبة 13.7% كانت تتألف من شخص يعيش بمفرده يبلغ من العمر 65 عاماً أو أكثر. وبلغ متوسط حجم الأسرة المعيشية 2.35، أما متوسط حجم العائلات فبلغ 2.80.
بلغ العمر الوسطي للسكان 36.2 عاماً. وكانت نسبة 6.9% من القاطنين تحت سن الثامنة عشر، وكانت نسبة 13.8% بين الثامنة عشر والرابعة والعشرين عاماً، ونسبة 47.6% كانت واقعةً في الفئة العمرية ما بين الخامسة والعشرين والرابعة والأربعين عاماً، ونسبة 22.6% كانت ما بين الخامسة والأربعين والرابعة والستين، ونسبة 9.1% كانت ضمن فئة الخامسة والستين عاماً فما فوق. وتوزع التركيب الجنسي للسكان بنسبة 82.1% ذكور و17.9% إناث.

## أعلام
- بيدرو إي. غيريرو
- غوس أريولا
- فرانك برات
- جاك ريدموند

## وصلات خارجية
- http://www.florenceaz.gov/
- The US50 - Cities and Towns in Arizona State
- Arizona Cities and Towns, Facts, Map, Flag, Colleges, Government, and More